# Brasserie Lancelot
La Brasserie Lancelot est une brasserie artisanale française créée en 1989 par Bernard Lancelot. Elle est située sur le site de la mine d'or au Roc-Saint-André dans la commune de Val-d'Oust (département du Morbihan).
Le directeur de cette brasserie a permis aux créateurs du Breizh Cola d'utiliser ses installations à leurs débuts en 2002, puis leur a revendu le site lors de son départ à la retraite en 2004, faisant de la Brasserie Lancelot une filiale de Phare Ouest.
Elle fabrique vingt bières, qui ont pour noms : Cervoise, Telenn Du, Blanche hermine, Blanche hermine ipa, Lancelot ipa bio, Lancelot triple bio, Bonnets rouges, Morgane, Duchesse Anne Triple, Duchesse Anne Triple Hops, Duchesse Anne de Noël, Duchesse Anne d'automne, Lancelot, Lancelot triple, Lancelot ipa, Lancelot Pils, Lancelot Premium, Morgane Nuit Blanche, Morgane Nuit Rousse, XI.I Samhain, Fresh Hops.

## Histoire

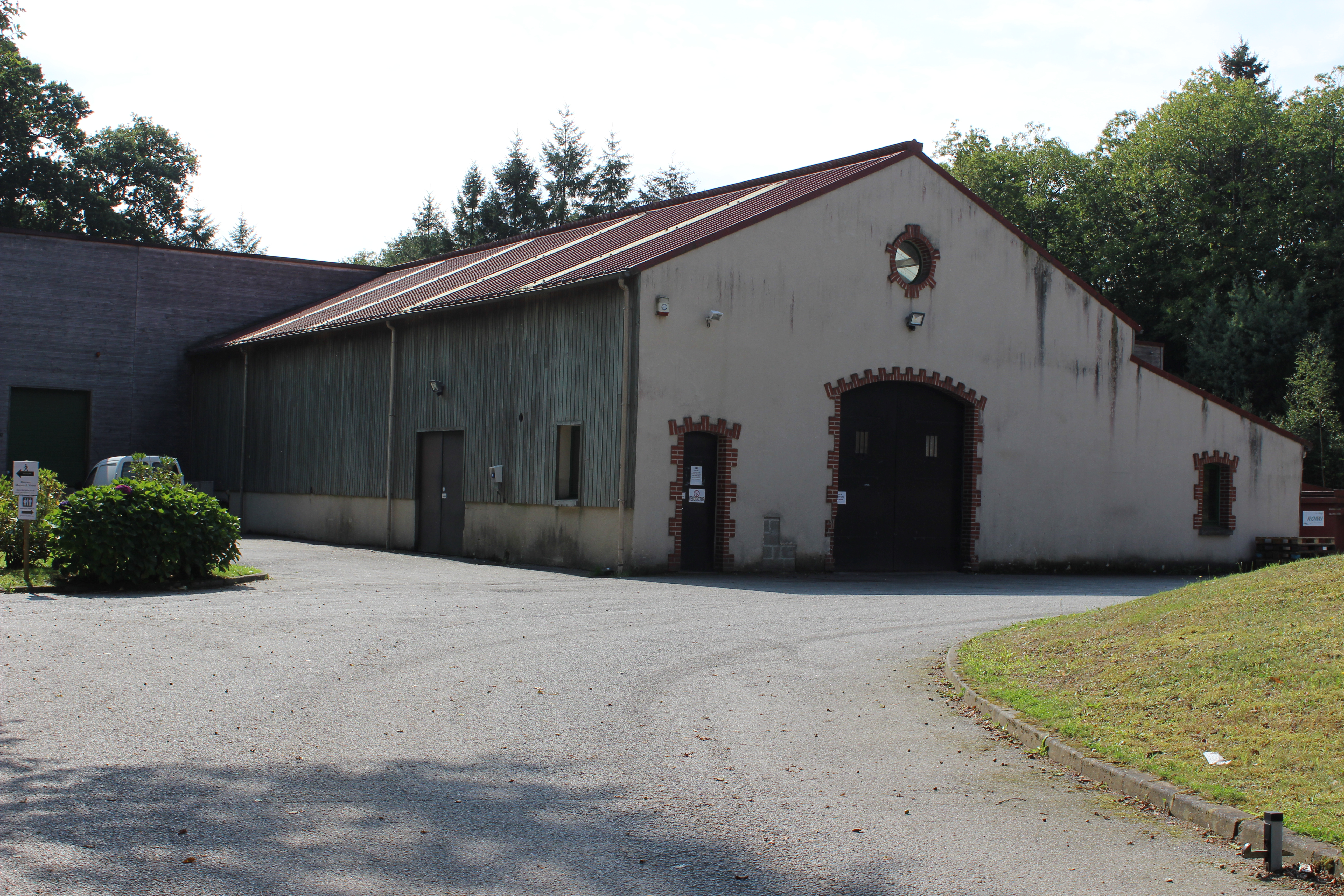
La brasserie à Le Roc-Saint-André.

La brasserie est fondée par Bernard Lancelot en 1989 dans un manoir qu'il loue à Saint-Servant-sur-Oust. Ancien ingénieur nucléaire reconverti dans l'apiculture près de Paimpont, où se situe la forêt de Brocéliande, il cherchait à « produire quelque chose en rapport avec l'histoire et la culture de la Bretagne ». La fabrication démarre par une cervoise aromatisée au miel inspirée des Gaulois.
En 1999, la brasserie a emménagé dans les bâtiments plus vastes d'une ancienne mine d'or et d’étain du XIXe siècle au Roc-Saint-André.
En 2001, Bernard Lancelot facilite la création du Breizh Cola en permettant à Éric Ollive et Stéphane Kerdodé, deux anciens cadres de la brasserie, d'utiliser les structures de transformation et de diffusion de sa brasserie.
Bernard Lancelot prend sa retraite en 2004 et vend son entreprise aux créateurs du Breizh Cola, la société Phare Ouest. La direction de la brasserie est alors assurée par Stéphane Kerdodé, avec pour responsable de la fabrication Eric Ollive.
En 2006, la société achète l'usine de transformation de France Boissons (filiale de Heineken) pour la Bretagne à Plonéour-Lanvern, ce qui leur assure 80 % du marché breton de la limonade en direction des grossistes.
En 2014, la fabrication de bière atteint 25 000 hectolitres et 30 000 hectolitres en 2015.

## Fabrications

### Cervoise Lancelot
C’est la toute première bière élaborée par la Brasserie Lancelot en 1990. D'inspiration gauloise, la cervoise est une bière sur levure, non filtrée et non pasteurisée, fabriquée à partir d’orge maltée. Elle est aromatisée avec six plantes et du miel. C'est une bière ambrée de 6 % d'alcool. Son illustration est une œuvre de Carmelo de la Pinta, peintre à Pont-Aven.

### Telenn Du

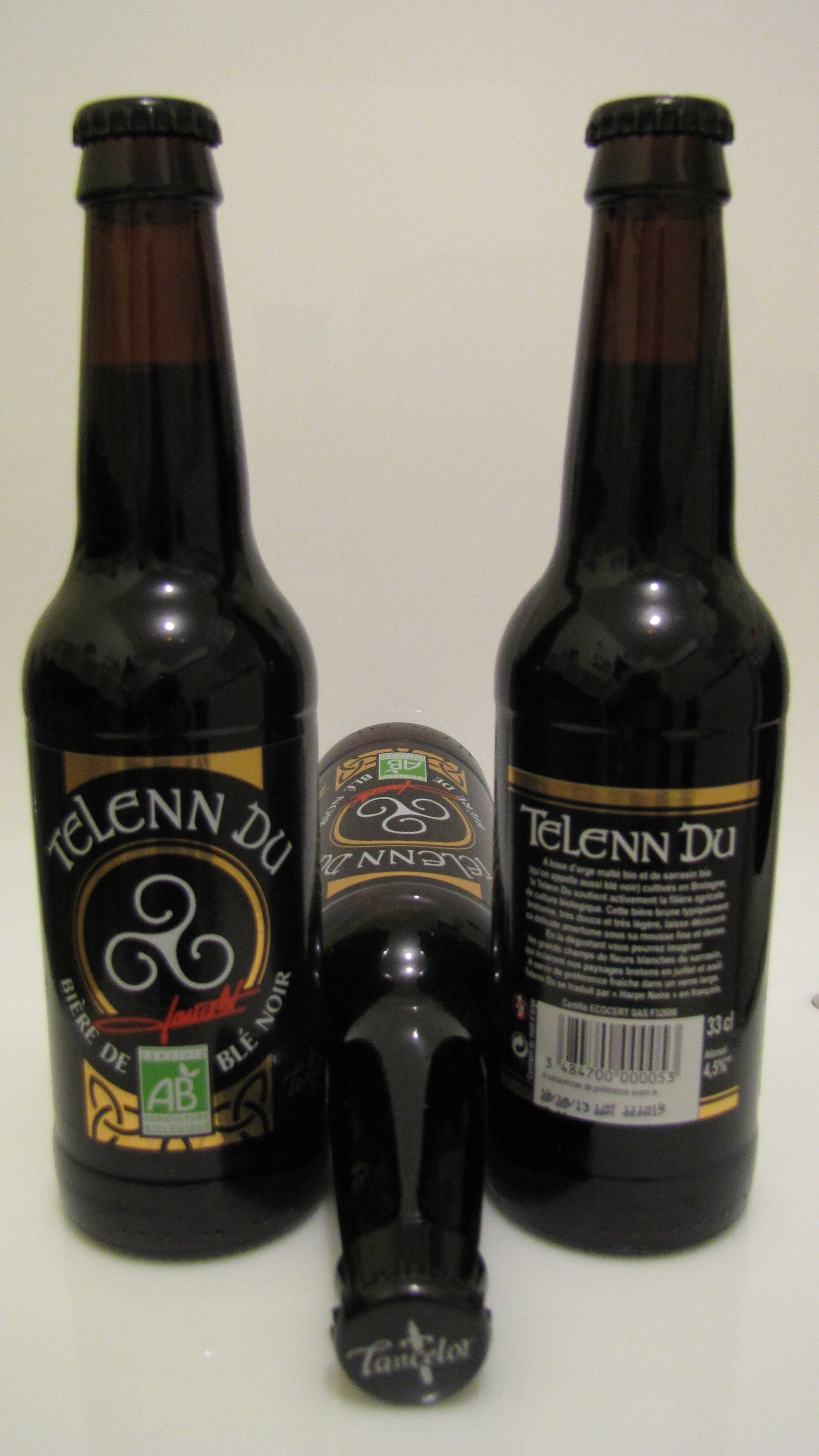
Packaging en 2011.

La Telenn Du est confectionnée à partir de 1993 à base de sarrasin (AB cultivé en Bretagne) et d'orge maltée (4,5 °C). Cette bière porte le nom de la marque du blé noir qui entre dans sa composition. En breton, telenn du signifie « harpe noire ». À l'origine, la bouteille présentait une harpe celtique. La société propriétaire de la marque Guinness a obligé Lancelot à retirer ce dessin car trop proche du logo qu'elle utilise pour promouvoir sa propre bière noire. Lancelot a remplacé la harpe par un triskel.
Elle a reçu la médaille de bronze au Concours général agricole de Paris en 2011 dans la catégorie bière brune.

### Blanche Hermine
Cet article possède un paronyme, voir La Blanche Hermine.
La Blanche Hermine est à base de froment et d'orge maltée. Cette bière est légère, peu alcoolisée (4 °C). L'hermine est l'emblème de la Bretagne (symbole d'Anne de Bretagne) et La Blanche Hermine est une célèbre chanson écrite et popularisée par Gilles Servat. Le visuel présente une hermine de profil. Il s'agit de la première blanche refermentée dans une canette en aluminium.
Ce produit a reçu la médaille de bronze au Concours général agricole de Paris en 2014 dans la catégorie bière blanche ainsi que la médaille d'Argent lors de l'édition 2015. En 2014, elle est également primée en bronze au Brussel Beer Challenge.
En 2016, la Blanche Hermine IPA est une India Pale Ale ultra-houblonnées (columbus et mount hood) avec des arômes résineux, fleuris et exotiques.

### Duchesse Anne Triple
La Duchesse Anne est une bière blonde légèrement ambrée et pur malt, de 7,5 % d'alcool. Elle est créée en 1996 en l'honneur d'Anne de Bretagne. Elle est également déclinée en bière d’Automne et de Noël. En 2014, à l’occasion du 500e anniversaire de la disparition de la duchesse de Bretagne, deux fois reine de France, la brasserie fabrique en édition limitée une déclinaison « Triple Hops », brassée avec 3 variétés de houblon plutôt que 2.
La Duchesse Anne Triple a reçu la médaille de bronze au Concours général agricole de Paris dans la catégorie bière blonde, en 2012, 2015 et 2016. La Duchesse Anne Triple Hops remporte une médaille d'or au Mondial de la bière 2014 à Mulhouse.

### Lancelot
La Lancelot est une bière blonde pur malt à 6 % vol qui existe depuis 1997. Elle est élaborée selon les techniques trappistes de haute fermentation et brassée dans le respect de certains critères des moines trappistes. Le visuel reprend l’imaginaire des Chevaliers de la Table ronde. La bière est récompensée deux fois au Concours Général Agricole en 2005 et 2007.

### Bonnets Rouges
La Bonnets rouges date de 1998. Elle a un goût légèrement fruité dû aux baies de sureau et conserve une légère acidité, avec une note de caramel. Elle fait 5,5 % vol. La marque fait référence à la révolte du papier timbré dite des Bonnets rouges (1675), en représentant Sebastian ar Balp tenant le Code Paysan.
Ce produit a reçu la médaille de bronze au Concours général agricole à Paris en 2008 dans la catégorie bière aromatisée.

### Morgane
Depuis 2006, la bière blonde Morgane, du nom de la fée Morgane, est élaborée à partir d'orge maltée et de houblons, cultivés selon les méthodes de l'agriculture biologique (label AB). L'orge est produit par des exploitations bretonnes dans un système de commerce équitable et d'agriculture durable.  Elle fait 5,5 % vol.
La Morgane a reçu la médaille de bronze au Concours général agricole à Paris en 2014 dans la catégorie bière blonde.

## Autres produits
Lancelot fabrique et commercialise également le chouchen Lancelot et les sodas de la filiale Phare Ouest, dont le Breizh Cola. En 2013 les actionnaires ont racheté le matériel de la brasserie des Remparts à Dinan (Côtes-d'Armor) pour y fabriquer des gammes de bières bios.

### XI.I Samhain

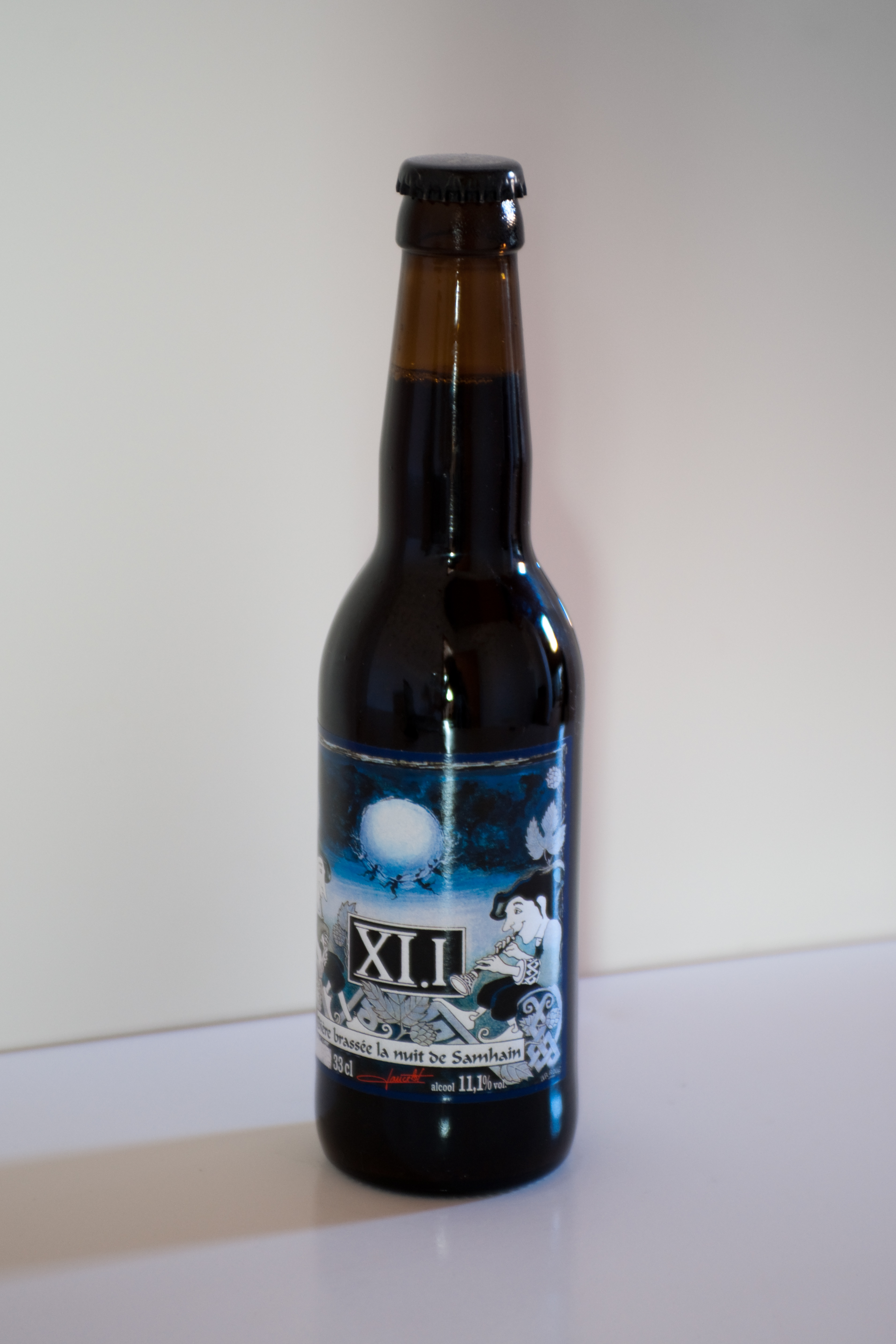
Bouteille de XI.I

Cette bière noire qui titre 11,1 % d'alcool est brassée une seule fois dans l'année, dans la nuit du 31 octobre au 1er novembre dite de la Samhain pour marquer le nouvel an dans la mythologie celtique, en public et en musique (concerts et fest-noz). Cette bière particulière tire son nom et sa recette du fait que la Samhain a lieu le 11e mois, le 1er jour. En 2015, pour fêter ses 25 ans, la brasserie réuni les bagadoù du Morbihan dont elle est partenaire et offre une bombarde basse « Duchesse Anne » (la première avait été inventée pour la bagad de Vannes).
La XI.I a reçu la médaille d'or au Concours général agricole à Paris en 2008 dans la catégorie bière brune ainsi que la médaille de bronze lors de l'édition 2011, toujours dans la catégorie bière brune.

### Autres bières événementielles
- À partir de 1999 : Bogue d'Or, bière à la châtaigne pour la Bogue d'or en septembre[26].
- À partir de 2000 : Gouel Erwan, bière pour la fête de la Saint Yves en mai[27].
- À partir de 2005 : Nedeleg Laouen, bière pour les fêtes de Noël en décembre[28].
- À partir de 2015 : Grand Cru, bière en bouteille sérigraphiée à l'occasion des 25 ans de la brasserie[29].

## Phare Ouest
Phare Ouest est initialement fondée dans les locaux de la brasserie Lancelot basée au Roc-Saint-André (Morbihan) avant d'en devenir le propriétaire. Elle fabrique et distribue le soda Breizh Cola depuis 2002, ainsi que le Breizh Thé, le Breizh Agrum et le Breizh lim' (Limonade 1905).
Toutes les deux ont généré un chiffre d'affaires total de 15 millions d'euros en 2010. Les deux sociétés investissent en 2011 3 millions pour augmenter leurs volumes de transformations, dont 2 millions d'euros à l'usine du Roc-Saint-André et un million d'euros partagés avec la cidrerie Loïc Raison (groupe Agrial) pour une nouvelle usine à Domagné (Ille-et-Vilaine). Il est la propriété d'Agrial depuis le 1er janvier 2021.
|             |
| Breizh Cola |